# Meesenkopf

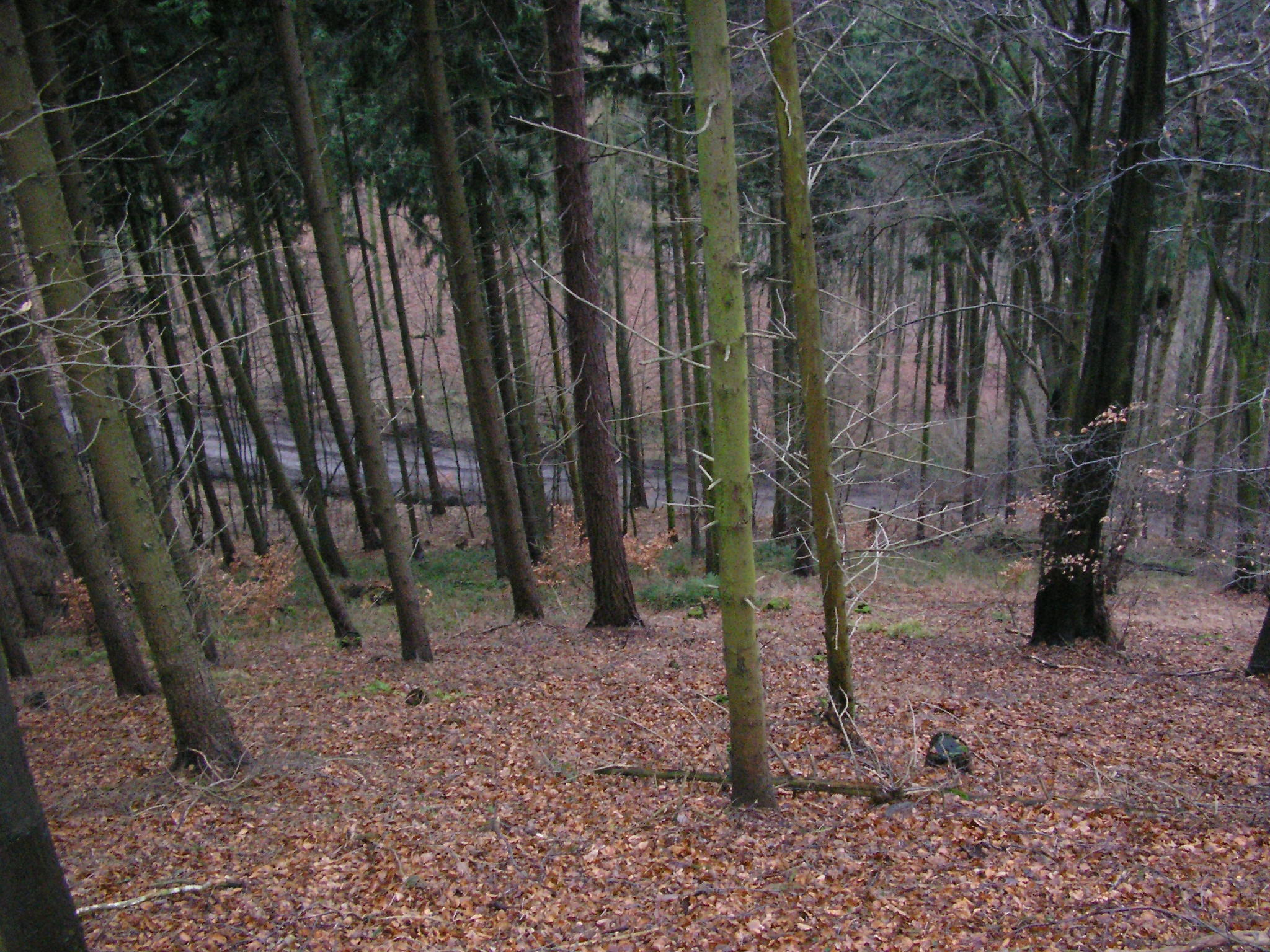
Blick vom Meesenkopf auf einen Waldweg

Der Meesenkopf, auch Mesenkopf, ist ein 226,1 m ü. NHN hoher Berg im Wiehengebirge, südlich der ostwestfälischen Stadt Lübbecke in Nordrhein-Westfalen. 300 Meter östlich liegt der 276 m hohe Reineberg, der Hausberg der Stadt Lübbecke, westlich das Tal der Ronceva. Nach einem Herbststurm im Jahre 2018 ist die Nord- und Ostflanke des Mesenkopf unbewaldet.

## Burg Meesenburg
Auf dem Meesenkopf befand sich die Meesenburg. Von der Burg sind nur wallartige Gräben erhalten.

## Tourismus
Am nördlichen Gebietsfuss verläuft der Arminiusweg. Südöstlich des Gipfels verlaufen der Wittekindsweg und der E11.